# Justicia baenitzii
Justicia baenitzii är en akantusväxtart som först beskrevs av H. Winkl., och fick sitt nu gällande namn av C. Ezcurra. Justicia baenitzii ingår i släktet Justicia och familjen akantusväxter. Inga underarter finns listade i Catalogue of Life.